# Rudolf Kárpáti
Rudolf Kárpáti (* 17. července 1920 – 1. února 1999 Budapešť, Maďarsko) byl maďarský sportovní šermíř, který se specializoval na šerm šavlí.
Maďarsko reprezentoval ve čtyřicátých, padesátých a na začátku šedesátých let. Na olympijských hrách startoval v roce 1948, 1952 v soutěži družstev a v roce 1956 a 1960 v soutěži jednotlivců a družstev. V soutěži jednotlivců získal na olympijských hrách 1956 a 1960 zlatou olympijskou medaili. V roce 1954 a 1959 získal titul mistra světa v soutěži jednotlivců. S maďarským družstvem šavlistů vybojoval na olympijských hrách čtyři zlaté olympijské medaile (1948, 1952, 1956, 1960) a s družstev získal celkem pět titulů mistra světa (1953, 1954, 1955, 1957, 1958).